# Iglesia del Carmen de Abajo (Salamanca)
La iglesia de la Venerable Orden Tercera del Carmen, conocida como iglesia del Carmen de Abajo es el único resto que queda del convento de San Andrés de Salamanca.

## Historia
La primera construcción del convento data del siglo XV, pero fue destruido debido a la Riada de San Policarpo en el 1626. Del proyecto de la reconstrucción se ocuparon fray Alonso de San José y fray Diego de la Encarnación, logrando que al resultado final se le llamase El Escorial salmantino. Nuevamente el edificio fue gravemente dañado durante la Guerra de Independencia y las desamortizaciones, además en el interior un incendio destruyó la mayoría de los retablos. En la actualidad solo queda la Capilla realizada por Manuel de Lara Churriguera para la Orden Tercera del Carmen. 
Tras estudiarse la cuestión y emitirse informes favorables por los principales arquitectos de la ciudad en 1744 se autorizó la construcción de la capilla al no afectar estructural ni estéticamente al edificio preexistente. Se presentaron cuatro proyectos, siendo elegido el de Francisco Álvarez, si bien por la desatención del arquitecto a la obra se entregó el proyecto a Manuel de Lara Churriguera, quien la finalizó en 1756. La iglesia presenta nave única con sencillo abovedamiento y coro a los pies. La fachada es sobria con frontón triangular, ventana alta para iluminar el coro y puerta adintelada con moldurón barroco en el que destaca el escudo de la orden sustentado por angelotes.
De la construcción del retablo interior se ocupó Andrés García de Quiñones, pero fue destruido durante la Guerra de la Independencia. Actualmente preside el altar mayor un interesante grupo escultórico de la Virgen entregando el escapulario a San Simón Stock, obra de Alejandro Carnicero en 1728 creado para la capilla del desaparecido convento.  El grupo está formado por tres  tallas de tamaño natural, de buena factura, de las que se perdieron el arco de nubes, ángeles y rayos que enmarcaba la imagen de la Virgen y las alas del ángel. En 2013 el grupo fue restaurado por Isabel Pantaleón recuperando el ángel las alas perdidas, se eliminó la suciedad provocada por el paso del tiempo, el humo de velas y del incendio sufrido en el convento y se suprimieron los repintes que cubrían la rica policromía del conjunto.
En el convento vivió San Juan de la Cruz cuya estancia es recordada en una placa de la fachada, colocada en 1991 año del cuarto centenario de la muerte del escritor. 
Actualmente la iglesia es sede de la cofradía de la Oración en el Huerto de los Olivos.